# Đèo Hoa
Đèo Hoa nằm trên quốc lộ 6 ở vùng đất giáp ranh xã Quài Nưa và Mùn Chung huyện Tuần Giáo tỉnh Điện Biên, Việt Nam .
Đèo Hoa dài 6 km, có độ cao hơn 1.500 m, nằm ở trên đoạn quốc lộ 6 giữa huyện Tuần Giáo và thị xã Mường Lay. Đèo cách thị trấn Tuần Giáo  cỡ 16 km, và cách ngã ba với quốc lộ 279 cỡ 8 km. Đường đèo hiểm trở lôi cuốn giới du lịch mạo hiểm.